# Tomáš Harkabus
Tomáš Harkabus (* 16. března 1994, Ústí nad Labem) je český hokejový útočník týmu HC Dukla Jihlava.
Tomáš Harkabus začínal s hokejem v Ústí nad Labem, v sedmnácti letech přestoupil do Karlových Varů.
V sezóně 2013/14 hrál svou první sezónu v juniorské MHL. Ve čtvrté formaci nasbíral celkem 36 bodů (15+21)
V sezóně 2014/15 se stál klíčovým hráčem týmu HC Energie Karlovy Vary v MHL. První formace, kde Tomáš Harkabus hrál spolu s Matějem Zadražilem a Dávidem Grígerem vévodila kanadskému bodování MHL.
Po ukončení působení HC Energie Karlovy Vary v MHL odešel Tomáš Harkabus společně s Denisem Šimkem a Matějem Zadražilem na hostování do týmu HC Dukla Jihlava, za posledních pět zápasů, které zbývaly do konce základní částí první hokejové ligy, nasbíral celkem 4 kanadské body (3+1) všechny body nasbíral při spolupráci s Matějem Zadražilem.
Tomáš Harkabus byl v sezóně 2014/15 nominován na utkání hvězd MHL, z utkání hvězd byl vyřazen poté, co HC Energie Karlovy Vary ukončila působení v MHL.
Po dobrých výkonech, které předváděl na konci sezóny 2014/2015, se Dukla Jihlava domluvila s Tomášem Harkabusem na pokračování hostování.